# کلودیا داس نوو
کلودیا داس نوو (انگلیسی: Cláudia das Neves؛ زادهٔ ۱۷ فوریهٔ ۱۹۷۵) بازیکن بسکتبال اهل برزیل است.